# Simon Terodde
Simon Terodde (Bocholt, Rin del Nord-Westfàlia, 2 de març de 1988) és un exfutbolista professional alemany que jugava com a davanter.